# Historia Żydów w Trzciance
Historia Żydów w Trzciance – historia społeczności żydowskiej zamieszkującej Trzciankę (województwo wielkopolskie) i okolice.

## Historia

### I Rzeczpospolita

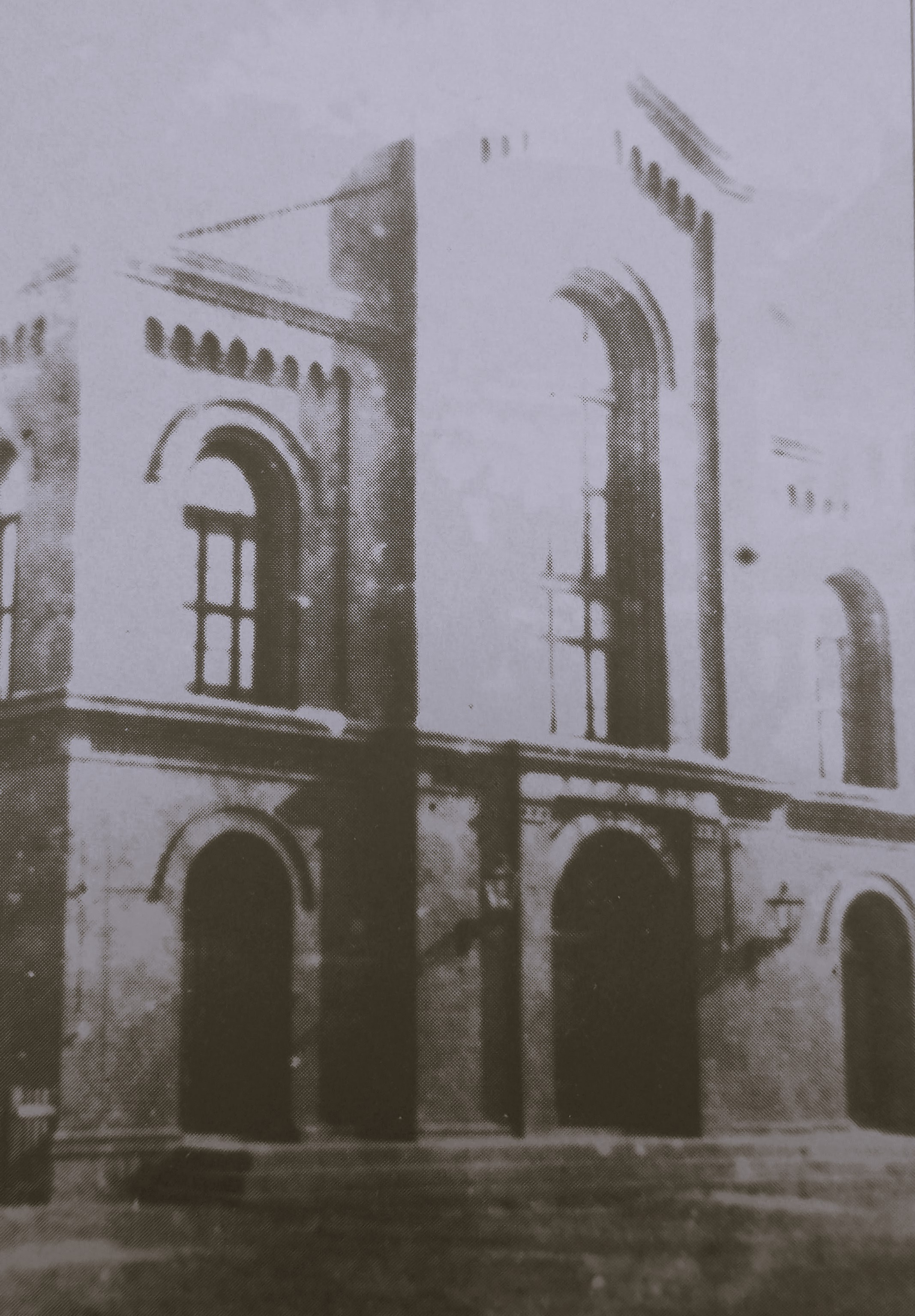
Synagoga w Trzciance (zdjęcie z końca XIX w.)

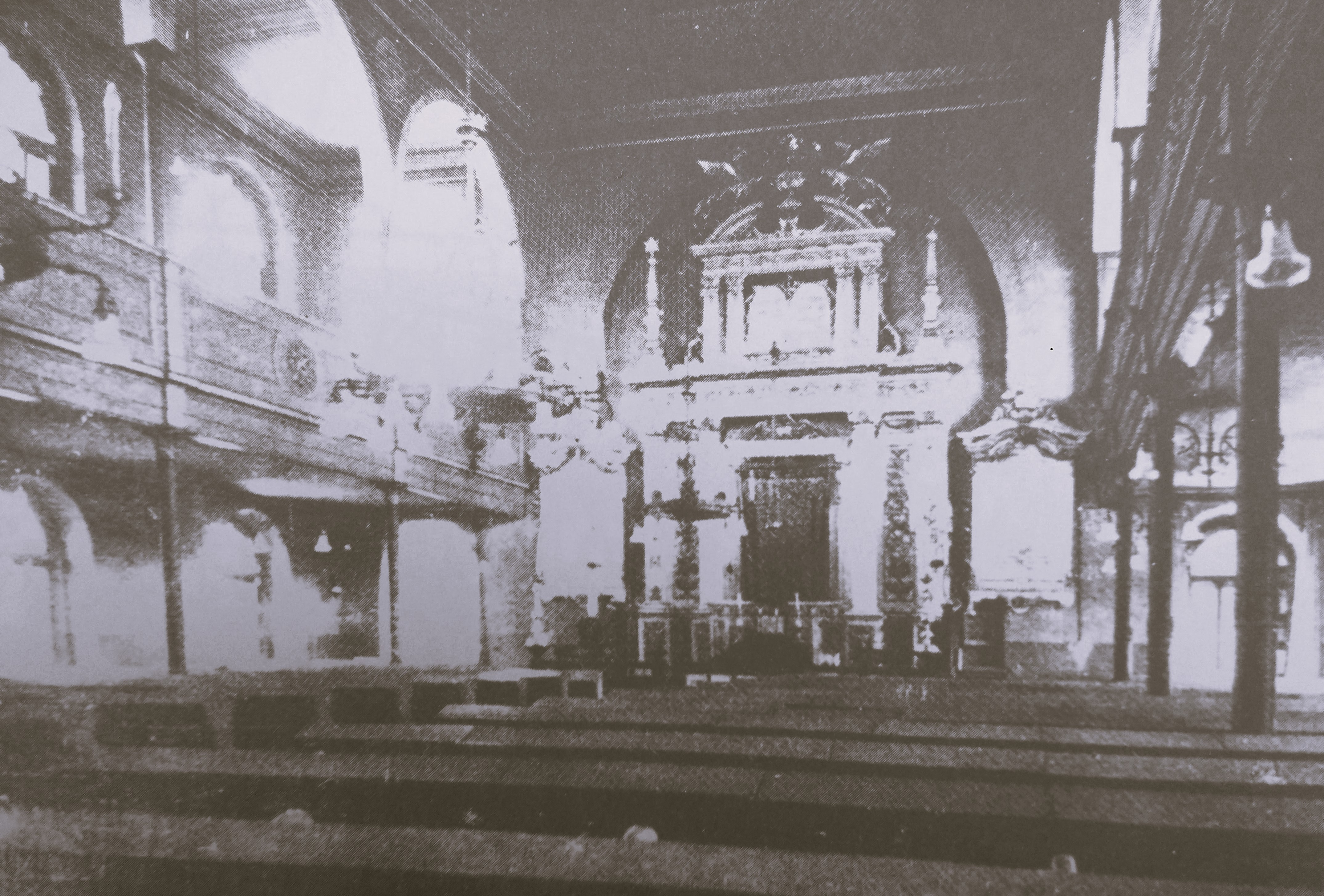
Wnętrze synagogi

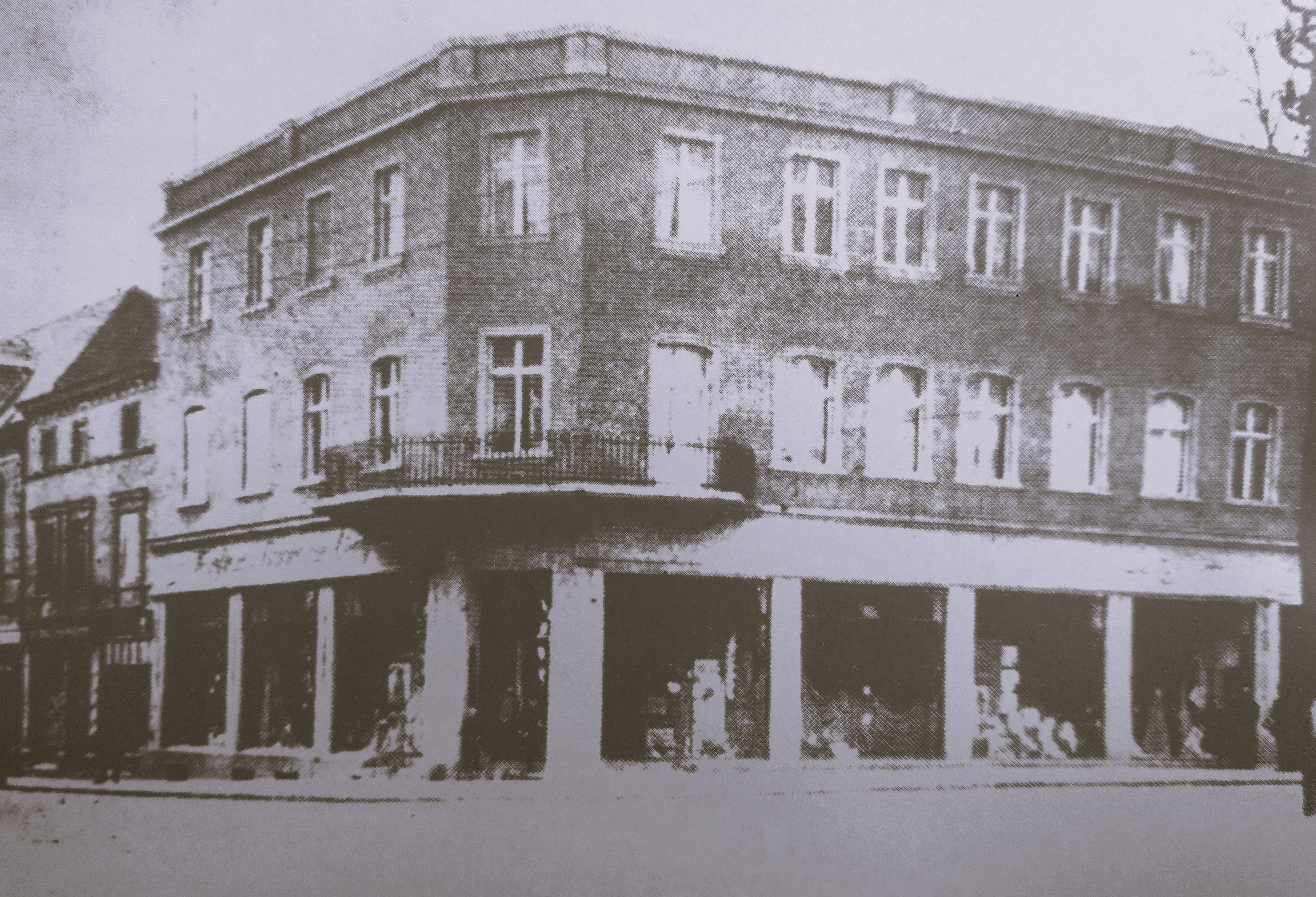
Dom handlowy Levy'ego na narożniku ulic Dworcowej i Lipowej w okresie międzywojennym

Być może pierwsze żydowskie rodziny przybyły do osad poprzedzających Trzciankę, czyli wsi Rozdrożka (po XIII wieku), a potem do Trzcianej Łąki (od XVI wieku), ale nie ma na to bezpośrednich dowodów (A. Heppner i J. Herzberg w swojej pracy Schoenlanke podają, że mogło to nastąpić dopiero około 1730). Pierwsza, zorganizowana gmina żydowska powstała tu w 1734, po nadaniu praw miejskich Trzciance (1731). Stanisław Poniatowski, właściciel miasta, rękami swego komisarza, Piotra Zandrowicza, nadał 17 października 1739 pierwsze przywileje dla Żydów. Kolejni właściciele, Józef i Antoni Lasoccy w 1756 nadali grupowy przywilej dla społeczności żydowskiej, a niektórych przedsiębiorców wyróżnili dodatkowymi prawami.

### Zabór pruski
W dobie zaboru pruskiego nieskrępowana działalność gospodarcza Żydów została początkowo przyhamowana przez Niemców. Ograniczono też działalność gminy. W 1772 spis ludności wykazał w Trzciance 270 Żydów na 1900 mieszkańców. Istniała wówczas drewniana synagoga o nieznanej dacie powstania. Strawił ją pożar w 1779, ale od razu została odbudowana (również z drewna). Dzielnica żydowska znajdowała się w rejonie obecnego targowiska miejskiego przy ul. Orzeszkowej. Istniała tu m.in. szkoła talmudyczna i cmentarz. Od 1766 rabinem był I. Jakoby Koroner, a potem, już po rozbiorze, od 23 kwietnia 1779, Joel Mayer Asch. W 1830 zamieszkiwało w mieście 883 Żydów na 4600 osób. W XIX wieku gmina była dobrze i efektywnie zorganizowana. Rabinami byli wówczas Moses Michael oraz Juda Lejbel Blaschke. W 1823 wzniesiono synagogę z muru pruskiego w miejscu starej, drewnianej. Funkcjonowała szkoła publiczna wyznania mojżeszowego (od 1827), szkoła średnia (od 1833), łaźnia rytualna męska i żeńska (od 1846) oraz nowy cmentarz na narożniku ulic Piotra Skargi i Parkowej (od 1822). W 1833 używany był przez gminę znak pieczętny. W 1836 wszyscy Żydzi trzcianeccy otrzymali nazwiska, czego wymagało ustawodawstwo pruskie.
Trzcianeccy Żydzi trudnili się zróżnicowanymi profesjami, m.in. krawiectwem, piekarstwem, szynkarstwem, browarnictwem, czy prowadzeniem antykwariatu. Jeden z Żydów był właścicielem folwarku, a Michał Salomon Alexander (Michael Alexander) wyemigrował do Anglii, przeszedł na anglikanizm i został biskupem w Jerozolimie. W 1850 na Placu Pocztowym powstała duża fabryka tytoniu, papierosów i cygar Eppensteina i Levego. Była ona nastawiona na rynek niemiecki, zatrudniała w szczycie rozwoju czterystu pracowników i stała się szóstą fabryką tego segmentu w Cesarstwie Niemieckim. Tylu samo pracowników zatrudniała fabryka macy uruchomiona około 1850 przez Rosenbauma, Levego, Jakobiego, Ruszina i Fassa. Była połączona z zakładami w Wiedniu i Lesznie, a swoje wyroby eksportowała nie tylko do państw europejskich, ale też do Australii. Była jedną z największych wytwórni macy w Europie Centralnej i Wschodniej. Adolf Levy i Spółka założyli dużą fabrykę mebli, która po 1945 stanowiła zaczyn Pilskich Fabryk Mebli.
W 1869 z funduszy społeczności wzniesiono nową szkołę wyznaniową. Inicjatorem był Józef Samuel Cohn. W 1886 otwarto murowaną synagogę, posadowioną na miejscu poprzedniej, z muru pruskiego (obecny plac targowy). Obiekt mieścił czterysta osób i został przebudowany w czasie I wojny światowej.  W pobliżu stanął dom rabina i zachowana do dziś w przebudowanej formie łaźnia rytualna. Obecnie jest budynkiem mieszkalnym. W 1887 w mieście żyło 497 Żydów, a w 1890 było ich 482 (na odpowiednio ogólną liczbę mieszkańców: 3971 i 4113). Wyznaniową szkołę podstawową zamknięto w 1904, a średnią w 1913 z uwagi na brak wystarczającej liczby dzieci.

### Okres międzywojenny i III Rzesza Niemiecka
W okresie międzywojennym liczba Żydów w mieście spadła do około czterystu osób. Dysponowali oni biblioteką liczącą około tysiąc woluminów, z czego połowę stanowiły różnego rodzaju pozycje zabytkowe. Działała Żydowska Opieka Społeczna (od 1929) i Towarzystwo Kobiet Żydowskich. Po dojściu do władzy Hitlera rozpoczęły się prześladowania. Podczas nocy kryształowej Niemcy zburzyli synagogę i rozkradli jej wyposażenie, zdewastowali mieszkania w dzielnicy żydowskiej i nowy cmentarz. Spalili też doszczętnie bibliotekę ze wszystkimi zabytkowymi woluminami. Z ustnych przekazów wynika, że istniał w mieście obóz przejściowy dla Żydów (niem. Durchgangslager). Najprawdopodobniej był on zlokalizowany na terenie Szkoły Podstawowej nr 1 i osiedla Słowackiego. 

## Pamiątki
Okres II wojny światowej stanowi kres dziejów Żydów w Trzciance. Większość zginęła w niemieckich obozach koncentracyjnych (m.in. Sachsenhausen i Theresienstadt), a ocaleni przeprowadzili się do Stanów Zjednoczonych i Europy Zachodniej.
Po społeczności tej pozostały pamiątki w zbiorach Muzeum Ziemi Nadnoteckiej. Do najważniejszych należą:
- spis członków gminy z 1833,
- lista członków uprawnionych do głosowania w wyborach gminnych w 1843,
- XIX-wieczne kultowe kubki srebrne (szabasówki),
- mosiężny ekran lampki chanukowej (XIX wiek),
- akta budowlane synagogi, łaźni i domu rabina,
- drewniane, polichromowane tablice Dekalogu z przełomu XIX i XX wieku,
- menora wykopana w 1991 w miejscu obozu przejściowego,
- ułomki macew z ulicy Konopnickiej, którą Niemcy wybrukowali stelami nagrobnymi,
- około dwieście wniosków o przymusową zmianę imienia na "Israel" i "Sara" z 1938,
- fotografie,
- monety i banknoty z Getta Łódzkiego[2].

Losy Żydów trzcianeckich w czasach rządów nazistowskich w Niemczech opisał Dariusz K. Chojecki w książce z 2023 Rozmieszczenie – zanikanie – zagłada. Losy żydowskich mieszkańców pogranicznego miasta Trzcianka (Schönlanke) w dobie rządów nazistowskich.